# Червікаті
Червікаті (італ. Cervicati, сиц. Ciervicatu) — муніципалітет в Італії, у регіоні Калабрія,  провінція Козенца.
Червікаті розташоване на відстані близько 410 км на південний схід від Рима, 85 км на північний захід від Катандзаро, 30 км на північ від Козенци.
Населення — 859 осіб (2014).
Щорічний фестиваль відбувається 16 серпня. Покровитель — святий Рох.

## Демографія
Населення за роками:

Станом на 1 січня 2023 року в муніципалітеті офіційно проживало 17 іноземців з 5 країн, серед них 6 громадян країн Євросоюзу та 1 громадянин України.

## Сусідні муніципалітети
- Черцето
- Монграссано
- Сан-Марко-Арджентано